# 1집 Park Ji Yoon
1집 Park Ji Yoon o Park Ji Yoon Vol. 1 es el álbum de estudio de la famosa cantante de Corea del Sur Park Ji Yoon. Fue lanzando en Corea en diciembre de 1997. 

## Lista de canciones
| #   | Título                       | Duración |
| --- | ---------------------------- | -------- |
| 01. | "하늘색 꿈"                  | 1:11     |
| 02. | "Emotion (가제: Faraway)"    | 3:25     |
| 03. | "멀리있는 너에게"            | 3:47     |
| 04. | "Baby Baby Baby"             | 4:07     |
| 05. | "애상"                       | 5:04     |
| 06. | "추억"                       | 3:25     |
| 07. | "슬픈인사"                   | 3:46     |
| 08. | "하늘색 꿈 (Bonus Track,MR)" | 3:26     |

- Datos: Q5651131